# Stamnodes jomdensis
Stamnodes jomdensis là một loài bướm đêm trong họ Geometridae.